# تفسیر تسنیم
تفسیر تسنیم از تفاسیر شیعی قرآن به زبان فارسی، تألیف عبدالله جوادی آملی است که در شمار «تفاسیر قرآن به قرآن» جای دارد. روش مؤلف، ذکر آیه یا آیات مورد نظر و بررسی آنها طی چهار مرحله‌ است: «گزیده تفسیر»، «تفسیر آیه»، «لطایف و اشارات» و «بحث روایی». عنوان تسنیم، مأخوذ از آیه ۲۷ سوره مطففین در قرآن و نام چشمه‌ای در بهشت است.

## مولف
عبدالله جوادی آملی فرزند میرزا ابوالحسن آملی در سال ۱۳۱۲ شمسی در آمل به دنیا آمد. تحصیلات ابتدایی و دروس حوزوی را تا مرحله سطح در زادگاه خود گذراند و سپس راهی تهران شد و برای پنج سال نزد استادانی همچون محمدتقی آملی، علامه شعرانی، فاضل تونی، محی الدین الهی قمشه ای و فشارکی دروس فقه، اصول، فلسفه و عرفان را یاد گرفت. در سال ۱۳۲۴ به قم رفت و نزد شخصیت هایی چون بروجردی، محقق داماد، میرزاهاشم آملی، محمدحسین طباطبایی و روح الله خمینی به دروس عالی حوزه پرداخت.

## تاریخچه نگارش
تدریس تفسیر تسنیم از پاییز سال ۱۳۶۱ شمسی آغاز شد و خرداد سال ۱۳۹۹ با سوره ناس پایان یافت. اما انتشار آن از سال ۱۳۷۵ آغاز شد. و تا تابستان سال ۱۴۰۲ جلد ۶۸ آن شامل تفسیر سوره یس آیات ۶۵ تا ۸۳، سوره صافات، سوره ص آیات ۱ – ۲۹ به چاپ رسیده است.

## روش‌شناسی
در تفسیر تسنیم سه روش تفسیری استفاده شده است. قرآن به قرآن، قرآن به سنت، قرآن به عقل.  
در روش قرآن به قرآن با استفاده از آیات دیگر آن را تفسیر می‌کند. در روش قرآن به سنت مولف با استفاده از روایات به شان نزول، تطبیق، شرح، تقیید و تخصیص آیات می پردازد. در قرآن به عقل از گرایش های ادبی، کلامی، فقهی، فلسفی، عرفانی و اجتماعی بهره می برد.

## مبنای تفسیر
اصول کلی و زیرساخت های مولف در تفسیر به شرح ذیل می باشد:

### وحیانی بودن الفاظ قرآن
جوادی آملی با استناد به آیه ۸۲ سوره نساء معتقد است اگر قرآن از جانب غیر بود قطعا در آن اختلافات زیادی یافت می‌شد، زیرا بشر از جهل و سهو و نسیان در امان نیست. وی همچنین قرآن را از جنبه های مختلفی مثل فصاحت و بلاغت، هماهنگی آیات و اخبار غیبی آن هم از کسی که درس نخوانده است معجزه می داند. 

### زبان قرآن
مولف زبان قرآن را نه زبان رمز، نه زبان سمبلیک و نه زبان علم و ادب و عرف بلکه زبان فطرت می داند. وی زبان فطرت را میان انسان‌ها مشترک می داند و معتقد است قرآن بر اساس همین فرهنگ با انسان‌ها سخن گفته است. 

### ظهر و بطن
جوادی آملی به ظهر و بطن قرآن به عنوان یک مبنای تفسیر اعتقاد دارد و معتقد است که ظواهر قرآن را مقداری آشنایی و ممارست با لغات عربی می توان فهمید. اما قرآن باطنی هم دارد که غواصان متبحر باید به سراغ آن بروند.

## شیوه نگارش
جوادی آملی برای نگارش از شیوه‌ای ابتکاری بهره برده‌است. مفسر ابتدا آیه یا آیاتی را که دارای پیوستگی معنایی هستند در کنار هم می‌آورد سپس در پخش تفسیر خود را ارائه می‌دهد: گزینه تفسیر، تفسیر، لطایف و اشارات، بحث روایی. 
قدرت تحلیل، اشراف بر عرفان نظری و عملی و میدان داری مفسر در فلسفه و کلام به خوبی دراین بخش آشکار شده است.
مفسر با این سبک تلاش کرده‌است تا تفسیر خود را در چند سطح به فراخور طبقات مختلف ارائه نماید:

### گزیده تفسیر
در این بخش خواننده می‌تواند مراد آیات خود را بصورت ساده متوجه بشود بی آنکه بخواهد نکات ادبی را بداند یا وارد گفتگوهای روایی شود. 

### تفسیر
در این بخش مولف از ادبیات عرب و منابع مربوط به آن به وفور استفاده کرده و ابتکار و اجتهاد خود را نیز بکار برده‌است. 

### لطایف و اشارات
این بخش که اجتهادی ترین بخش تفسیر است با استفاده از عرفان نظری و عملی و فلسفه نوشته شده‌است. 

### بحث روایی
مولف در آخرین بخش روایات مربوط به آیه را طبقه بندی کرده و سپس بصورت اجتهادی به جمع بندی می پردازد.

## اثر برگزیده آیسسکو
سازمان آموزشی، علمی و فرهنگی سازمان کنفرانس اسلامی آیسسکو در سال ۱۳۸۵ تفسیر تسنیم را به عنوان «تحقیق برتر در عرصه مطالعات اسلامی و قرآنی» برگزید.
در پیام مدیر دفتر منطقه‌ای آیسیسکو در تهران (مدیر المکتب الإقلیمی للإیسیسکو بطهران) آمده است:
«جناب آیت الله، علامه عبدالله جوادی آملی
افتخار دارم که تهنیت و تبریک خود را به مناسبت انتخاب شما به عنوان یکی از سه مؤلّف برجسته در جهان اسلام در عرصهٴ پژوهش‌های اسلامی در سال ۲۰۰۶ از سوی آیسسکو و سازمان فرهنگ و ارتباطات اسلامی تقدیم کنم.
این انتخاب برای ارج نهادن و قدردانی از کتاب ارزشمند شما، تفسیر تسنیم است.
بر فرزانگان و فضیلت مندان پوشیده نیست که جناب‌عالی از برجسته‌ترین اساتید کم‌نظیر در جهان اسلام به شمار می‌آیید و بحمدالله با نبوغ و خلاقیت فاخر و نمونه و با نهایت دقت و درایت توانستید ظرایف دانش‌های فلسفه، عرفان و کلام را فراگیرید و همه آن‌ها را در خدمت کتاب نور یعنی قرآن به کار برید. چنین توفیقی گوارایتان باد.»

## مشخصات کتاب
تاکنون (آذر ۱۴۰۳) ۷۸ جلد از این تفسیر منتشر شده‌است. به‌گفتهٔ علی اسلامی، سرویراستار این تفسیر، قرار است تفسیر ۱۵ جزء نخست قرآن در ۵۰ جلد منتشر و ۱۵ جزء بعدی نیز در ۳۰ جلد منتشر شود. چرا که تبیین بسیاری از موضوعات تفسیری که در ۱۵ جزء نخست است، نیاز به تکرار آن‌ها در ۱۵ جزء دوم را مرتفع می‌کند.
این تفسیر مفصل‌ترین تفسیری است که در تاریخ اسلام نگاشته شده‌است.
| جلد              | تفسیر آیات                                      | تاریخ انتشار |
| ---------------- | ----------------------------------------------- | ------------ |
| جلد اول          | مقدمه و سوره حمد                                | ۱۳۷۸         |
| جلد دوم          | آیات ۱ تا ۲۹ سوره بقره                          | ۱۳۷۸         |
| جلد سوم          | آیات ۳۰ تا ۳۹ سوره بقره                         | ۱۳۸۰         |
| جلد چهارم        | آیات ۴۰ تا ۶۱ سوره بقره                         | ۱۳۸۱         |
| جلد پنجم         | آیات ۶۲ تا ۱۰۳ سوره بقره                        | ۱۳۸۲         |
| جلد ششم          | آیات ۱۰۴ تا ۱۲۶ سوره بقره                       | ۱۳۸۳         |
| جلد هفتم         | آیات ۱۲۷ تا ۱۵۷ سوره بقره                       | ۱۳۸۴         |
| جلد هشتم         | آیات ۱۵۸ تا ۱۷۳ سوره بقره                       | ۱۳۸۵         |
| جلد نهم          | آیات ۱۷۴ تا ۱۹۵ سوره بقره                       | ۱۳۸۵         |
| جلد دهم          | آیات ۱۹۶ تا ۲۱۷ سوره بقره                       | ۱۳۸۵         |
| جلد یازدهم       | آیات ۲۱۸ تا ۲۵۲ سوره بقره                       | ۱۳۸۶         |
| جلد دوازدهم      | آیات ۲۵۳ تا آخر سوره بقره                       | ؟            |
| جلد سیزدهم       | آیات ۱ تا ۳۰ سوره آل عمران                      | ۱۳۸۷         |
| جلد چهاردهم      | آیات ۳۱ تا ۸۵ سوره آل عمران                     | ؟            |
| جلد پانزدهم      | آیات ۸۶ تا ۱۵۰ سوره آل عمران                    | ؟            |
| جلد شانزدهم      | آیات ۱۵۱ تا ۲۰۰ سوره آل عمران                   | ۱۳۸۸         |
| جلد هفدهم        | آیات ۱ تا ۱۶ سوره نسا                           | ۱۳۸۸         |
| جلد هجدهم        | آیات ۱۷ تا ۴۲ سوره نسا                          | ۱۳۸۹         |
| جلد نوزدهم       | آیات ۴۳ تا ۹۴ سوره نسا                          | ۱۳۸۹         |
| جلد بیستم        | آیات ۹۵ تا ۱۲۶ سوره نسا                         | ۱۳۸۹         |
| جلد بیست و یکم   | آیات ۱۲۷ تا ۱۷۶ سوره نسا و ۱ تا ۳ سوره مائده    | ۱۳۸۹         |
| جلد بیست و دوم   | آیات ۴ تا ۵۰ سوره مائده                         | ؟            |
| جلد بیست و سوم   | آیات ۵۱ تا ۱۰۰ سوره مائده                       | ۱۳۹۰         |
| جلد بیست و چهارم | آیات ۱۰۱ تا ۱۲۰ سوره مائده و ۱ تا ۲۸ سوره انعام | ۱۳۹۰         |
| جلد بیست و پنجم  | آیات ۲۵ تا ۷۳ سوره انعام                        | ۱۳۹۰         |
| جلد بیست و ششم   | آیات ۷۴ تا ۱۱۷ سوره انعام                       | ۱۳۹۱         |
| جلد بیست و هفتم  | آیات ۱۱۸ تا ۱۶۵ سوره انعام                      | ۱۳۹۲         |
| جلد بیست و هشتم  | آیات ۱ تا ۴۹ سوره اعراف                         | ۱۳۹۲         |
| جلد بیست و نهم   | آیات ۵۰ تا ۱۲۶ سوره اعراف                       | ۱۳۹۲         |
| جلد سی‌ام         | آیات ۱۲۷ تا ۱۷۱ سوره اعراف                      | ۱۳۹۲         |
| جلد سی و یکم     | آیات ۱۷۲ تا ۲۰۶ سوره اعراف                      | ۱۳۹۳         |
| جلد سی و دوم     | آیات ۱ تا ۶۴ سوره انفال                         | ۱۳۹۳         |
| جلد سی و سوم     | آیات ۶۴ تا آخر سوره انفال و ۱ تا ۳۸ سوره توبه   | ۱۳۹۳         |
| جلد سی و چهارم   | آیات ۳۸ تا ۷۸ سوره توبه                         | ۱۳۹۳         |
| جلد سی و پنجم    | آیات ۷۸ تا آخر سوره توبه                        | ۱۳۹۴         |
| جلد سی و ششم     | آیات ۱ تا ۵۷ سوره یونس                          | ۱۳۹۴         |
| جلد سی و هفتم    | آیات ۵۷ تا آخر سوره یونس و ۱ تا ۱۴ سوره هود     | ۱۳۹۴         |
| جلد سی و هشتم    | آیات ۱۵ تا ۶۰ سوره هود                          | ۱۳۹۵         |
| جلد سی و نهم     | آیات ۶۰ تا آخر سوره هود                         | ۱۳۹۵         |
| جلد چهلم         | آیات ۱ تا ۴۹ سوره یوسف                          | ۱۳۹۵         |
| جلد چهل و یکم    | آیات ۵۰ تا ۱۱۱ سوره یوسف                        | ۱۳۹۵         |
| جلد چهل و دوم    | آیات ۱ تا ۳۵ سوره رعد                           | ۱۳۹۵         |
| جلد چهل و سوم    | آیات ۳۶ تا ۴۳ سوره رعد                          | ۱۳۹۵         |

## پانوشت‌ها
1. 1 2 3  مجله تخصصی پژوهش های قرآنی، سال چهارم، شماره53، بهار 1387، صفحه15 و 20.
2. 1 2  «تسنیم جلد پنجاه و ششم – ۵۶». مرکز نشر اسراء.
3. ↑  «داستان شکل‌گیری تفسیر تسنیم / اشک‌های مفسر پس از چهل سال درس تفسیر». خبرگزاری ایکنا. ۲۳ خرداد ۱۳۹۹.
4. 1 2 3 4 5 6  مریم ایمانی خوشخو و زینب تقدسی. «مبانی، روش و گرایش تفسیر تسنیم». پرتال جامع علوم انسانی.
5. ↑  «تسنیم اثر برگزیده ـ مهر استاد». بایگانی‌شده از اصلی در ۱۷ مه ۲۰۱۶. دریافت‌شده در ۷ مه ۲۰۱۶.
6. ↑  «تسنیم تا ۸۰ جلد منتشر می‌شود». بایگانی‌شده از اصلی در ۱۵ اوت ۲۰۰۹. دریافت‌شده در ۱۳ اكتبر ۲۰۰۹. تاریخ وارد شده در |بازبینی= را بررسی کنید (کمک)